# Glomulina
Glomulina es un género de foraminífero bentónico de la subfamilia Glomulininae, de la familia Fischerinidae, de la superfamilia Cornuspiroidea, del suborden Miliolina y del orden Miliolida. Su especie tipo es Glomulina fistulescens. Su rango cronoestratigráfico abarca el Holoceno.

## Discusión
Clasificaciones más recientes incluyen Glomulina en la superfamilia Nubecularioidea.

## Clasificación
Glomulina incluye a las siguientes especies:
- Glomulina fistulescens
- Glomulina rotiensis

Otra especie considerada en Glomulina es:
- Glomulina duncanensis, de posición genérica incierta